# 土曜ワイド殺人事件
『土曜ワイド殺人事件』（どようワイドさつじんじけん, SUTURDAY WIDE MURDER CASE）は、とり・みきとゆうきまさみの共作によるミステリーギャグ漫画。通称「土ワイ」。
第1シリーズは『月刊少年キャプテン』（徳間書店）において1995年2月号から5月号まで、第2シリーズは同誌で1996年10月号から1997年2月号まで連載された。単行本描き下ろしの第3シリーズを経て、第4シリーズは『AICコミックLOVE』（AIC）のVol.8（2001年1月発売）、『ドラゴンHG』（富士見書房）のVol.1からVol.6まで、『月刊ドラゴンエイジ』（富士見書房）の2003年10月号および2004年1月号で、『新・土曜ワイド殺人事件』としてそれぞれ連載された。全4シリーズで単行本は計2巻。

## 概要
タイトルを見れば一目瞭然のように、本作は『土曜ワイド劇場』をはじめ『火曜サスペンス劇場』など、いわゆる2時間ドラマのパロディが基本テーマである。そのため「意味のないお色気シーン」や「重要参考人は崖上に追い詰められる」といった、これらのドラマでの数々のお約束をことごとくギャグにしている。たびたび出てくる女性の全裸シーンに関しては、少年誌を謳っていた『キャプテン』時代の第1から第3シリーズでは乳首まで描写され、陰毛は田子刑事の頭髪で代用されたが、『新・土曜～』になってからは湯気や角度などで隠すようになった。
本作の発端は1990年9月29日に行われたとりの漫画『クルクルくりん』の徳間書店版単行本第4巻に収録のとり・ゆうきの対談である。古くから親交のあった両者は、この対談での「合作をしよう」という旨の冗談を発端に、1994年に『月刊少年キャプテン』誌上で再度行われた対談（『マンガ家のひみつ』1997年6月徳間書店 ISBN 4198606994 収録）で、この冗談を実行しようという企画が持ち上がり、ゆうきが『機動警察パトレイバー』の連載を終えた直後に実行に移された。
制作過程は、まず合宿と呼ばれるロケハンに両者と企画・編集の田山三樹の3人が行き、そこで漫画に使うアイディアをためることから始まる。次にこのアイディアメモを基にゆうきが予告編を描き、その大まかな流れを活かす形でとりがネームにする。さらにこのネームを基にゆうきが下描きをし、最後にとりがペン入れを行う。この両者による交互のやり取りでは、お互いに修正とギャグの詰め込みを行い、修正に関しては一切干渉しないという約束があったという。両者ともギャグ漫画を得意とする作風のため、出来上がった本作にはコマの隅々まで細かなギャグが大量にちりばめられている。
なお、本作が連載された雑誌はことごとく休廃刊になっている。第2シリーズの最終話が『月刊少年キャプテン』の最終号、第4シリーズの第1話が『AICコミックLOVE』の最終号、そして第4シリーズ後半で『ドラゴンHG』の最終号も迎えた。このため第4シリーズは連載途中で2度にわたり半年程度のブランクを余儀なくされ、モチベーションを保つのが難しかったと両者は語っている。

## 共通の登場人物
田渕A子（たぶち エーこ）
本作の主人公。初登場時は17歳。
トロいところがあり、たびたび大ボケをかます他、読者サービスのためにたびたび裸体やコスプレを披露する。
第1シリーズでは、漫画家のアシスタント見習いで炊事を担当している。だが釜で電子ジャーを使って炊いたお米はいつもおコゲになってしまうなど、ドジでやや天然ボケの気がある。私服や帽子だけでなく、宿の備品であるはずの浴衣やバスタオルまでツギハギだらけで、貧乏臭さが演出されている。作中死にかけた際に憑依体質が表面化し、気を失うと死者の口寄せが行えるようになる。実はアフリカ生まれのアフリカ育ちで、10km先の人を見分けられるほど視力が良い。
第2シリーズでは、第1シリーズの事件を忘れるためバナナワニ島へ行き、金持ち隠居老人の家政婦として働いている。アンナミラーズ風の制服に身を包み、1年間介護を続けていたが、風呂を空焚きして爆発させ主を殺してしまう。だがなぜかこの事は一切問題にならなかった。前回の全裸に続き、今回はトップレスの裸エプロンを披露する。
第3シリーズでは、JR群馬に就職し温泉列車の車内販売員として働いている。前回に続き、裸エプロンを遺憾なく披露して、浴槽内をジャブジャブ歩いている。
第4シリーズでは、温泉列車での日本一周後に京都へ辿り着き、車内販売員を解雇され裸エプロンのまま京都の街中を彷徨っていた。そこを把剃尼に拾われ、鞍馬山でカラス天狗と共に修行し、山を下り大原女の格好で薪売りをしているところを公笹に見初められ、以後藁人形工房の魔界小路家で見習いとして奉公することになる。今回は裸エプロンから始まり、裸ワイシャツ、タンクトップとホットパンツ、裸Tシャツ、ずり落ちまくりのバスタオル1枚、水垢離でのスケスケ白装束、とフェチ心をくすぐる読者サービスに従事している。また1ページ丸々使った意味のないシャワーシーンもたびたび披露する。
田子二毛作（たご にもさく）
捜査側のメインキャラクターとなる刑事。
丸眼鏡とチョビヒゲ、波平カットに頭頂部の縮れ毛ヘア（自称前髪）が印象的。土手村からは「デカ長」と呼ばれる。
巡査部長という階級と群馬県警察の刑事という点については一貫しているが、所属は第1シリーズ予告編では「一の倉沢警察署捜査1係」、第2シリーズの設定では「刑事課長」、第3・第4シリーズでは「谷川署刑事」、第4シリーズ予告編では「水上署捜査一係」、と一定していない。
土手村湧介（どてむら わきすけ）
田子の部下としていつも一緒に居る刑事。ヒラ巡査。フルネームは第4シリーズまで明かされなかった。
事件で出会ったA子に惚れ、温泉列車ではストーカーのようにA子を追っていた。
第4シリーズの冒頭で特撮マニアぶりを発揮し、『ガメラ3』の撮影現場を写真に撮っていたところ、女子高生の下着盗撮と間違われ逮捕される。また同シリーズでは後に違法露店商と間違われ、田子と共に再度逮捕される。
作者
とりとゆうきの自画像キャラ。
第1シリーズでは女性化して露天風呂にA子らと入っていたり、第3シリーズでは漫画家の温泉客として死体の似顔絵を描いたり、第4シリーズでは封印の間もどきで漫画を描いていたり、その後マッサージ椅子でツヤツヤになっていたりする。また野次馬としてあちらこちらでモブキャラの中に紛れている。

## 第1シリーズ 土曜ワイド殺人事件
舞台となるのは群馬県の谷川温泉（水上温泉郷）で、実際にロケハンに行っている。そのため地名として「谷川」と「水上」が多用されている（「水上消防署」「水上町歴史民俗資料館」「町立谷川大学」「谷川警察病院」など）。予告編での副題は、「湯けむり女子大生混浴露天風呂殺人事件」または「湯けむりOL三人組秘湯混浴連続殺人」という2時間ドラマにありがちなものだった。

### 第1シリーズあらすじ
群馬県の谷川岳一ノ倉沢で、デブの登山隊が万年雪の下から氷漬けの死体を発見するところから物語は始まる。
10年前の氷漬け死体について捜査を始めた群馬県警だったが、その最中に「ホテル万年雪」の女湯でお約束に則った殺人事件が起きる。さらに「おいで旅館」でも若い女性の全裸死体が発見され、その上「うめめ山荘」でも露天風呂で全裸女性が殺害されるという事件が起きる。この連続殺人には、いずれも若い女性が全裸で胸をペンで刺されて死ぬという共通点があり、警察は変質者の仕業として調べを進める。しかし捜査が進むにつれ、氷漬けの死体や過去の隠された事件との関係が徐々に明らかになってゆく。

### 第1シリーズ登場人物
尾日間奈良木テヨネ（おひまならき テヨネ）
A子がアシスタントをしている売れっ子漫画家。「アルカサル三茶」というマンションの仕事場で、女性ばかりのアシスタントを抱えている。本人もアシスタントたちもみなベレー帽を被っている。
段田山に慰安旅行に招待され、A子と麗花を連れて谷川温泉にやってくる。
琴下麗花（ことしも れいか）
尾日間奈良木のチーフアシスタントを務める美女。ボディコン衣装に身を包む派手な女性だが、仕事は有能で家は金持ち。傲慢・短気・人を見下すと3拍子揃った女王様キャラ。
尾日間奈良木に連れられて谷川温泉にやってくるが、露天風呂で全裸のまま殺される。
段田山（だんだやま）
伏魔書店の『少年カピトン』編集長。尾日間奈良木のデビューを担当し、その後も編集を担当している。
尾日間奈良木らを谷川温泉に招待するが、崖から転落して死ぬ。
名前は編集の「田山三樹」からで、社名と誌名は徳間書店と『少年キャプテン』のもじり。
群馬県警の面々
悪ノリが大好きでエッチなモブキャラ。
全裸死体の写真を撮りまくって焼き増ししまくったり、露天風呂の現場捜査に潜水艇「みなかみ」（わだつみ）を持ち出したり、A子に安全のため混浴を提案したり、それが受け入れられてみな女装して女湯に入ったりする。なぜかパトカー模様のロープウェイ車両を所持している。またパトカーを走らせるたびに衝突せずには止まれないため、多数の怪我人を出すと同時に建造物の破壊を行っている。
異臭院薫（いしゅういん かおる）
県警本部から事件解決のため派遣されてくる警部。「前橋のシャーロック・ホームズ」という異名を持つ。
谷川温泉に着く直前、いつもの如く乗っていた車が事故を起こして病院送りになる。病院で田子らを相手に推理を披露している途中、県警のヘリコプターが突っ込んできて、被害にあったまま忘れ去られる羽目に陥る。
仲居
「猪木の宿 うめめ山荘」に勤める外国人の金髪仲居女性。
たびたびサービスの時間を告げにやってくるが、話に食いつかず物語には一切絡もうとしない。
モデルは作者たちが実際にロケハンで遭遇した仲居さん。
陰気な片目青年
序盤からしばしば意味ありげに出てくるキャラ。
A子らとは一切交流がなく、何もしないまま最終話の最後のコマで転落死している。
陰から事態を見守るお約束キャラのパロディで、第4シリーズでも同様な登場の仕方をしている。
湯畑浴三郎（ゆばたけ よくさぶろう）
予告編に登場する"おなじみ"の名探偵だが、本編には一切出てこない。

## 第2シリーズ バナナワニ島殺人事件
舞台となるのは群馬県の飛び地（群馬県沖と表現）である甘蕉鰐島（バナナワニとう）で、ロケハンに行ったモデルは静岡県の熱川にある熱川バナナワニ園。予告編は当時大流行していた『新世紀エヴァンゲリオン』風のつくりで、タイトルが「土曜ワイド殺人事件2 D2（仮題）」となっていたが、本編掲載時は「土ワイ2 バナナワニ島殺人事件」となった。物語のモチーフは『そして誰もいなくなった』。
甘蕉鰐島の設定は、個人所有の孤島で、熱帯植物が生い茂り、ワニ池では沢山のワニが放し飼いになっているというもの。島には洋館が1棟だけ建っており、そこに鰐渕および彼の使用人らが住んでいる。島の守り神として大ダコがおり、島に近付く者を海中から襲うが、太鼓を上手く叩いていると通過出来る。島を覆う密林からは時々何者かの雄叫びが聞こえてくる。なお、島のイメージとして熱川バナナワニ園の他、『ウルトラマン』の怪獣無法地帯、『獄門島』のおどろっぽさ、『ドクター・モローの島』が挙げられている。

### 第2シリーズあらすじ
前回の事件後、A子は甘蕉鰐島で鰐渕老人の介護をして過ごしていた。
だがある日、事故で鰐渕が死亡し、遺された多額の遺産をめぐって、鰐渕の妹家族と自称隠し子カップル、そして顧問弁護士の火水木が島にやってくる。遺言状によりA子が全ての遺産を受け継ぐことになるが、これに納得できない連中がA子を狙って画策を始める。しかし、A子を亡き者にしようとした鯨太はワニに食い殺され、A子の心を射止めようとしたぴろしは転倒死する。そして県警の田子と土手村が屋敷に到着し、事件の推理が始まり真実が明かされる。

### 第2シリーズ登場人物
鰐渕馬七（わにぶち ばなな）
A子が仕える、甘蕉鰐島に隠居する老人。
多額の資産を持ち、A子に介護されながら私有する島で暮らしていたが、物語の冒頭で死亡する。遺産相続のために妹家族や自称隠し子らがやってくるが、妻子がなく妹も疎遠なため、自分に尽くしてくれたA子に財産を全て譲ると遺言状に書き残していた。また生前、落胤として息子が生きていたならば、右足の内股に赤い痣があると言っていた。
吉田（よしだ）
鰐渕に仕える執事の男性。
淡々と物事を進めてゆくが、実際には最も事態の混迷に寄与していた。
火水木金土（かみずき かねと）
鰐渕の顧問弁護士を務める老人。
鰐渕の遺産整理にあたり遺言状を持ってくる。
キヨさん
鰐渕に仕える非常に体の大きなメイド頭。
頭がコマに入りきらなかったり、上着のボタンをよく飛ばしたりしている。顔の縦線は陰ではなく前髪。
大竜黒子（だいりゅう くろこ）
鰐渕の妹で、遺産を相続しようと夫と息子を連れて島にやってくる。
顔が非常に丸く、感情が高ぶると膨らんで破裂させられる。夫は顔が上下に離れていて貧相。
名前は「クロコダイル」から。
ぴろし
大竜の息子で、ヒッピー風の容貌をしている。
A子を気に入り、遺産狙いのついでに交際を迫るが、滑って転んで死亡する。
有井鯨太（ありい げいた）
自称「鰐渕が愛人に産ませた落胤」として遺産を貰いに島へやってくる。
籍は入っていないが、出生証明書を根拠に遺産相続を求める。A子への相続を決めた遺言状を知ってからは、ひも子と共にA子を殺すことを画策するが、ワニに食い殺される。
名前は「アリゲーター」から。
斑野ひも子（まだらの ひもこ）
鯨太の婚約者で、ヘビのような容姿をしている。
A子を殺して遺産を得ようと鯨太に進言する。
ターザン
密かに島に住み着いていた青年。
20年前母親に連れられ島にやってきたが、置き去りにされ、サルに拾われ育てられた。A子に惚れ、島で起きる事件で暗躍していた。最終的にA子に求婚するが、大ダコの襲撃を一人で食い止めようとしたため、島に置いてけぼりにされる。
群馬県警の面々
鯨太の死亡を聞き、県警の船で島にやってくるが、上陸直前に大ダコに襲われ難破する。そのため田子と土手村以外の面々は最終ページまで漂流を続けており、今回は悪ノリもほとんど出来ずに出番を終える。
梅宮辰夫人形
「梅宮辰夫の漬物本舗」の店先にあった人形をロケハンで見かけ、予告編に登場させた。これを活用させるアイデアもあったと語っているが、実際に本編に出ることはなかった。

## 第3シリーズ 喜劇温泉列車殺人事件
前シリーズの最終回が掲載雑誌の最終号だったため、単行本化にあたり描き下ろされた短編。対談では合宿に行ったと述べられているが、具体的にどこへどのようにロケハンに行ったのかは明かされていない。物語のモチーフはオリエント急行を舞台にしたミステリー全般。
舞台となるのは、群馬環状温泉特急「たにがわ」というC62の列車である。温泉列車という言葉は温泉地へ向かう臨時列車に対して使われることが多いが、本作では群馬県内をはじめとした温泉地を回る、"あったらいいな"という温泉を用いた入浴施設付きの列車に対して使われている。この列車には混浴の大浴場車両や、最後部には展望露天風呂車両があり、またグリーン車は座席がマッサージ椅子になっている。

### 第3シリーズあらすじ
第1シリーズでの事件から3年が経ち、田子は疲れを癒すため休暇をとり、温泉列車「たにがわ」での旅に出ていた。
ところが乗車中に、展望露天風呂車で男の死体が発見され、またも事件が起きてしまう。捜査の途中で同列車にいた土手村とA子も姿を見せ、田子は事件の真相に迫ってゆく。

### 第3シリーズ登場人物
湯当直志益（ゆあたり なおします）
温泉列車の専属医師。
展望露天風呂車で見つかった死体を調べるが、詳しく調べる前に田子に巻き込まれ、湯あたりしてしまう。
車掌
温泉列車の車掌。
のんびりした性格で、トボけた言動で事態を進行させる。
赤城山名月（あかぎやま めいげつ）
温泉列車の開通式でテープカットを務めた群馬県知事。
マジックが得意で、開通式では各種マジックを披露していたという。
釜尾を殺し、夢だった機関士を一時的に務めていた。
釜尾拓三（鎌尾とも表記、かまお たくぞう）
温泉列車の機関士。
序盤からしばらく身元不明の死体だったが、煤汚れがついた途端車掌によって判別される。

## 第4シリーズ 京都藁人形殺人事件
『月刊少年キャプテン』の休刊から3年を経て、2000年5月にロケハンに行き連載が再開された。前3シリーズが中編・中編・短編だったのに対し、本シリーズは単行本1冊にわたる長編となる。完結まで丸3年かかり、掲載誌も3誌を渡り歩くことになったが、この掲載誌の変遷・編集が田山三樹・共作漫画といった点は『マリアナ伝説』と共通しており、両作にゆうきが関わっている。
舞台となるのは2時間ドラマの定番であるという理由から京都で、京都駅の大階段、鞍馬山のカラス天狗、正伝寺の血天井、地主神社の恋占いの石、倒壊する清水寺、お化け煙突と絡めた木嶋神社の三柱鳥居など市内各所をめぐるロケハンに行った場所が多く登場する。本シリーズでは『新・土曜ワイド殺人事件』と"新"がタイトルに付き、「土ワイ4 京都藁人形殺人事件」という副題になっている。
丑の刻参りをメインテーマとした本シリーズでは、舞台となる京都は魔界都市と称されるほどオカルト的な闇の部分が残っており、電車や救急車に大名行列のように先導者が付き、戦前という表現が太平洋戦争ではなく応仁の乱であるといった具合に時代錯誤な様子がよく描かれ、京以外を全て田舎と称するように、群馬の存在を誰もが知らないとされて、群馬以上に現実のそれを誇張した設定となっている。

### 第4シリーズあらすじ
前橋市のゴルフ場で中年男性社長が落雷により死亡、高崎市にある高崎観音の下でパチンコ店主が転落死、高崎観音自体も奇妙なポーズに変形し胸に穴が開く、と群馬県内で3つの事件が連続して起きる。群馬県警は当初これらの事件に関連はないだろうと思っていたが、赤城山中をハイキングしていたグループが、これらの被害者と同じポーズをした藁人形が五寸釘で木に打ち付けられているのを発見していた。藁人形のDNA鑑定の結果、これらはいずれも京都で作られたことが判明し、さらに藁人形の中からは被害者の毛髪と高崎観音のかけらが発見される。県警では魔界都市と称される京都へ捜査に行くことをみなが嫌がり、田子と土手村の2人が京都へ派遣されることになる。京都へついた2人は、事件で死亡した両名から金を借り重要参考人として追っていた巻紙の死亡、A子との再会、藁人形工房とその効力の調査などを通じ、事件の真相に迫ってゆく。

### 第4シリーズ登場人物
連載が少年誌から一般誌に変わり、全ての漢字に振り仮名がつくことはなくなったため、正式な読み不明のキャラがいる。
巻紙陶磁器郎（まきがみ とうじきろう）
前橋市の古物商37歳。
群馬県内で死亡した2人の被害者から金を借りていたため重要参考人となるが、その2日前から行方不明になっていた。その後京都でホテルに泊まっているところを京都府警に監視されていたが、貴船で巨大な釘で木に打ち付けられて死亡しているのが発見され、泊まっていた部屋には同じポーズの藁人形が残されていた。
把剃尼（ぱぞりーに）
A子を拾って鞍馬山で修行させていた人(?)。
常に機械の動作音らしきものがしていたり、フリーズしたりと謎の物体。中盤からは玉緒人形に扮してA子を見守っていた。
名前はピエル・パオロ・パゾリーニから。
魔界小路公笹（まかいのこうじ きんざざ）
A子が売っていた薪を全部買い、A子を魔界小路家に連れてきた青年。
魔界小路本家の次男で、人形作りの才能がない兄公魚に代わり、若旦那として藁人形製作を取り仕切っている。常に身につけているエプロンには「WARA DOLL」の文字と色々なポーズの藁人形が描かれているが、この藁人形はいざという時になぜか取り外すことが出来る。
魔界小路家は、かつて「源氏三代からルーズベルトまで」と謳われ、隣の双生寺と共に京都呪殺界のトップに君臨していた家。現代では丑の刻参り用の霊験あらたかな藁人形ではなく、人型でないものや、ワンフェス用に作ったパトレイバーの巨大なイングラム型など藁を使った様々な商品を作っている創作藁人形工房になっている。土産用の藁人形は魂のこもっていない抜け殻だが、用いる人によっては十分な効果を発揮するという。ただし、良い出来の藁人形はお土産ではなく、懇意にしている銅原におろすなど、京都の一見さんに冷たい面を見せている。また、屋敷には奥義伝授の間という開かずの間があり、先々代の時代に封印されたが、今回の事件の最中に何度か開き、事態の混迷に寄与することになる。
なお「魔界小路」という名前は馬飼野康二からで、『落第忍者乱太郎』でも「魔界之 小路」としてモデルにされている。
ヒトミちゃん
魔界小路家で飼われている巨大ウナギ。
家を出入りする人物にたびたび踏まれ、最終的に怒りが爆発して大暴れする。鳴き声は「ウナー」。
魔界小路公魚（まかいのこうじ きんとと）
魔界小路家の現当主。
公笹の兄で旦那はんと呼ばれるが、人形作りの才能がある弟に家の一切を任せ、弟に養われてボロボロの屋敷でひっそりと暮らしている。麻呂眉にお歯黒、蝶ネクタイ、髪はぴっちり真ん中分け、くりんとしたもみあげとひげという特異な容姿をしている。
豊島
魔界小路家に勤める古株の老人。
従業員の中では鉄と2人だけしっかりと名前と出番があるが、活躍するわけではない。
田口鉄人
魔界小路家の従業員で29歳。通称鉄。メガネをかけデブで目つきがキモい。
裏で藁人形の横流しをしており、後に納豆まみれの死体として発見される。
デビッド銅原（デビッド どうはら）
現代に生きる外国人陰陽師。
日本のアニメやマンガを見て京都へやってきて、跡取りがいなかった錆明流陰陽師に弟子入りし免状を得る。ポール・モーリア風の音楽と共に登場し、出演している間は常に手品やイリュージョンを披露している。
モデルはデビッド・カッパーフィールドで、名前もカッパーとフィールドを直訳したもの。
銅原のアシスタント
上は巫女装束、下はバニーガールという出で立ちで銅原のアシスタントを務める女性。
ホワイトタイガーの着ぐるみに入って暴れる役目も負うが、銅原に開かずの間から呼び出されてしまってからは、銅原を探して街中を駆けずり回り続ける羽目に陥る。
動燃（動然とも表記、どうねん）
魔界小路家の隣にある金銀山双生寺の坊主。
太い唇と眉と隈が特徴。公魚に呪いを受けたとして報復していた。幻覚（げんかく）という酒びたりな弟がいる。
名前は動力炉・核燃料開発事業団の略称から。
金銀山双生寺（きんぎんさんそうせいじ）は、かつて魔界小路家と呪殺業界で要人暗殺の呪力を競っていた。庭の枯山水は砂利が敷き詰められているにもかかわらずプールや海のようで、シンクロをしている人やサメ、機雷、シュノーケル、潜望鏡といったものが地面の上に姿を見せている。
山西村紅葉（ - もみじ）
自称公笹の許婚者として公笹に付きまとい、魔界小路家に転がり込んだA子を間女扱いする女性。
派手な衣装と丸顔が特徴。実は動燃の腹違いの妹だったことが死後明らかにされる。
名前は山村紅葉から。
京都府警の面々
舞台を京都に移したため、群馬県警の面々が冒頭にしか出なくなり、それを受け継ぐかのように悪ノリ集団として描かれている。
捜査本部を設置した際に作られる看板の筆文字を他の課の習字と並べ批評したり、現場写真の焼き増し希望者を募ったり、事件現場の納豆を食べたりといった具合である。また、警察官の中によく新選組の格好をした人物が紛れている。
若林
今回の事件で府警の指揮を執る警部。役職は係長。
検非違使・六波羅・所司代といったかつての治安組織の伝統を振りかざしたりする。
モデルとなったのは若林豪。
戻橋（もどりはし）
若林に名指しされ、部下2人が自分なのかもう一人の方なのか戸惑う。
暫定的に片方が戻橋に決まるが、本当はもう一人の序盤からいた方が戻橋だった。
本部長
若林に命令を下す、姿を見せない偉い人。
だが後に、違法露店で逮捕された鞍馬天狗の正体だということが判明する。この露店を共にしていたのは杉作という名の男。
モブキャラ
恐らく最後のシリーズになるということもあり、それまでのシリーズに登場したキャラクターがモブの中に多数紛れている。
第1シリーズの陰のある青年も含めほぼ全てのキャラクターのみならず、R田中一郎など作者の別作品キャラ、赤塚不二夫の作品に登場するキャラクターなど、多岐にわたる。

## 単行本
単行本では各話の扉ページやサブタイトルがないため、連載時の区切りは巻頭カラーページのモノクロ化などでしか判別できず、各シリーズが1本の作品としてまとめられている。
1. 土曜ワイド殺人事件 （第1シリーズから第3シリーズまで収録）
  - 徳間版B6 - 少年キャプテンコミックススペシャル（徳間書店） 1998年4月25日発行 ISBN 4-19-830177-8
  - 復刻版A5 - ドラゴンコミックス（角川書店） 2004年2月1日発行 ISBN 4-04-926192-8
2. 新・土曜ワイド殺人事件 （第4シリーズ収録）
  - ドラゴンコミックス（角川書店） 2004年7月1日発行 ISBN 4-04-926244-4
    - 帯は船越英一郎が担当している。